# Dentachionaspis quadrispinosa
Dentachionaspis quadrispinosa är en insektsart som beskrevs av Abraham Munting 1965. Dentachionaspis quadrispinosa ingår i släktet Dentachionaspis och familjen pansarsköldlöss. Inga underarter finns listade i Catalogue of Life.